# Juan Sabia
Juan Alberto Sabia (Pergamino, Buenos Aires, Argentina, 17 de diciembre de 1981) es un futbolista argentino. Juega como marcador central en Libertad de Sunchales del Torneo Federal A.
Su primer equipo fue Ben Hur de Rafaela.

## Carrera
En principios este jugador surgió de la cantera del Racing Club Pergamino, al ser distinguido en las inferiores del mencionado club lo llevaron a Rafaela a Sportivo Ben Hur.
Comenzó su carrera en el interior de su país, en el Club Sportivo Ben Hur de Rafaela, provincia de Santa Fe en la 3.ª División del Fútbol Argentino, en 2000. Allí, en 2005, el club gana la división y se promueven a la 2.ª División. Es comprado por Argentinos Juniors, club en el que se desempeñaba hasta 2012, habiéndose consagrado Campeón del Torneo Clausura 2010 y logrando 1 gol inolvidable para Argentinos, en la penúltima fecha de ese torneo.  Fue un referente del plantel y muy querido por la afición del club de La Paternal.
En diciembre de 2012 fue descartado, quedando libre por Schurrer junto a Oberman para el torneo Final de 2012. A principios del 2013 ficha por el club Vélez Sarsfield.

## Clubes
| Club                        | País      | Año       |
| --------------------------- | --------- | --------- |
| Ben Hur de Rafaela          | Argentina | 2000-2006 |
| Gimnasia y Esgrima de Jujuy | Argentina | 2006-2007 |
| Argentinos Juniors          | Argentina | 2007-2012 |
| Vélez Sarsfield             | Argentina | 2013-2014 |
| Argentinos Juniors          | Argentina | 2014-2015 |
| Unión de Esperanza          | Argentina | 2017      |
| Libertad de Sunchales       | Argentina | 2017-?    |

### Estadísticas
| Equipo                 | Temporada | Liga     | Liga  | Copas nacionales | Copas nacionales | Copas internacionales | Copas internacionales | Total    | Total |
| Equipo                 | Temporada | Partidos | Goles | Partidos         | Goles            | Partidos              | Goles                 | Partidos | Goles |
| Ben Hur Argentina      |           |          |       |                  |                  |                       |                       |          |       |
| 2000-06                | ?         | ?        | -     | -                | -                | -                     | ?                     | ?        |       |
| Total                  | Total     | 87       | 2     | -                | -                | -                     | -                     | 87       | 2     |
| Gimnasia (J) Argentina |           |          |       |                  |                  |                       |                       |          |       |
| 2006-07                | 21        | 0        | -     | -                | -                | -                     | 21                    | 0        |       |
| Total                  | Total     | 21       | 0     | -                | -                | -                     | -                     | 21       | 0     |
| Argentinos Argentina   |           |          |       |                  |                  |                       |                       |          |       |
| 2007-08                | 16        | 0        | -     | -                | -                | -                     | 16                    | 0        |       |
| 2008-09                | 28        | 1        | -     | -                | 7                | 0                     | 35                    | 1        |       |
| 2009-10                | 25        | 1        | -     | -                | -                | -                     | 25                    | 1        |       |
| 2010-11                | 37        | 1        | -     | -                | 8                | 0                     | 45                    | 1        |       |
| 2011-12                | 29        | 0        | 2     | 0                | -                | -                     | 31                    | 0        |       |
| 2012-13                | 18        | 0        | 0     | 0                | 2                | 0                     | 20                    | 0        |       |
| Total                  | Total     | 153      | 3     | 2                | 0                | 17                    | 0                     | 172      | 3     |
| Vélez Argentina        |           |          |       |                  |                  |                       |                       |          |       |
| 2012-13                | 7         | 1        | 1     | 0                | 4                | 0                     | 12                    | 1        |       |
| 2013-14                | 5         | 0        | -     | -                | 2                | 0                     | 7                     | 0        |       |
| Total                  | Total     | 12       | 1     | 1                | 0                | 6                     | 0                     | 19       | 1     |
| Argentinos Argentina   |           |          |       |                  |                  |                       |                       |          |       |
| 2014-15                | 14        | 0        | -     | -                | -                |                       | 0                     | 0        |       |
| Total                  | Total     | 0        | 0     | -                | -                | -                     | -                     | 0        | 0     |

## Palmarés

### Campeonatos nacionales
| Título              | Club               | País      | Año     |
| ------------------- | ------------------ | --------- | ------- |
| Primera División    | Argentinos Juniors | Argentina | C-2010  |
| Primera División    | Vélez Sarsfield    | Argentina | 2012/13 |
| Supercopa Argentina | Vélez Sarsfield    | Argentina | 2013    |